# Kibwé Johnson
Kibwé Johnson (né le 17 juillet 1981 à San Francisco) est un athlète américain spécialiste du lancer du marteau.

## Biographie
Licencié au New York Athletic Club, il est entrainé par Anatoliy Bondarchuk, champion olympique de la discipline en 1972. Il vit avec sa famille à Kamloops au Canada.
Deuxième des Championnats des États-Unis 2007, Kibwe Johnson remporte la médaille d'argent du lancer du marteau lors des Jeux panaméricains de Rio de Janeiro où il s'incline face au Canadien James Steacy. Il participe aux Championnats du monde d'athlétisme 2007 mais est éliminé en qualifications.
Il décroche son premier titre national lors des Championnats des États-Unis 2011 de Eugene, signant à cette occasion un nouveau record personnel avec 80,31 m, soit la meilleure marque établi par un athlète américain depuis la saison 2000 et les 80,99 m de son compatriote Lance Deal.
Il remporte le titre lors des Jeux panaméricains de 2015 à Toronto.
En 2016, son meilleur lancer est de 76,95 m, à 5 cm du minima olympique. Il termine 2e des sélections olympiques américaines mais est repêché par l'IAAF pour remplir le quota prévu pour cette épreuve.

## Palmarès

### International
| Date | Compétition        | Lieu           | Résultat | Performance |
| ---- | ------------------ | -------------- | -------- | ----------- |
| 2007 | Jeux panaméricains | Rio de Janeiro | 2e       | 73,23 m     |
| 2010 | DécaNation         | Annecy         | 1er      | 75,12 m     |
| 2011 | Jeux panaméricains | Guadalajara    | 1er      | 79,63 m     |
| 2012 | Jeux olympiques    | Londres        | 9e       | 74,95 m     |
| 2015 | Jeux panaméricains | Toronto        | 1er      | 75,46 m     |

### National
- Championnats des États-Unis :
  - vainqueur en 2011, 2012, 2014 et 2015 ; 2e en 2007 et 2010

## Records
| Épreuve           | Performance | Lieu   | Date         |
| ----------------- | ----------- | ------ | ------------ |
| Lancer du marteau | 80,31 m     | Eugene | 23 juin 2011 |